# Prieuré Saint-Éloi
Ne pas confondre avec le prieuré du Val-Saint-Éloi situé à Longjumeau.
Le prieuré Saint-Éloi est un ancien prieuré de bénédictins situé à Tours en limite du Vieux-Tours, dans le département français d'Indre-et-Loire en région Centre-Val de Loire, dont la chapelle, unique bâtiment préservé après des aménagements successifs, est construite entre le XIIe et le XVIe siècle.
Hébergeant depuis 1990 la section historique des archives municipales de Tours, le prieuré Saint-Éloi a été inscrit à l'inventaire des monuments historiques le 3 juin 1932.

## Localisation
Le prieuré Saint-Éloi est situé à Tours, en France, à l'extrémité ouest du boulevard Béranger et à l'extrémité nord de la rue Giraudeau dans un secteur qui, au moment de sa fondation, se trouvait à plus de 1,5 km des zones urbanisées les plus proches. Par la suite, il occupe l'angle sud-ouest de l'enceinte bastionnée construite au XVIIe siècle.

## Histoire
Le prieuré est déjà mentionné au Xe siècle sous le nom de prieuré Saint-Jacques de l'Orme Robert (Prioratus Sancti Jacobi de Ulmo Roberti), car le lieu-dit où il est installé s'appelle « l'Orme Robert ». D'abord consacré à saint Jacques, il prend le vocable de Saint-Éloi au XIIe siècle car, selon la tradition, c'est saint Éloi, patron des forgerons et des orfèvres, qui y aurait exécuté, vers 650, la châsse destinée à abriter le corps de saint Martin. La chapelle dépend du monastère de Saint-Venant à Tours et l'abbé de Saint-Martin y profite d'une collation. À la demande de Henri II d'Angleterre, le chapitre de Saint-Martin abandonne le prieuré qui est alors rattaché à l'abbaye Saint-Florent de Saumur,. 
La chapelle du prieuré est établie sur des caves prolongées de longs souterrains, mis au jour lors de travaux de terrassement aux alentours.

## Architecture
La chapelle prieurale existe encore mais les autres bâtiments du prieuré ont disparu ; elle est probablement construite entre 1177 et 1185 à la place d'un oratoire qui ne nous est pas parvenu.

### La chapelle d'origine
Elle comprend une nef unique dont les murs gouttereaux présentent un retrait à mi-longueur, ce qui fait que la façade ouest est plus large que la façade est. Trois fenêtres, insérées entre des contreforts plaqués contre les murs, éclairent chacun des côtés de la nef.
Le chevet est plat, ouvert de deux lancettes et d'un oculus inséré entre elles. Au-dessus, une étroite fenêtre en plein cintre éclaire le mur pignon.

### Agrandissements et réfections

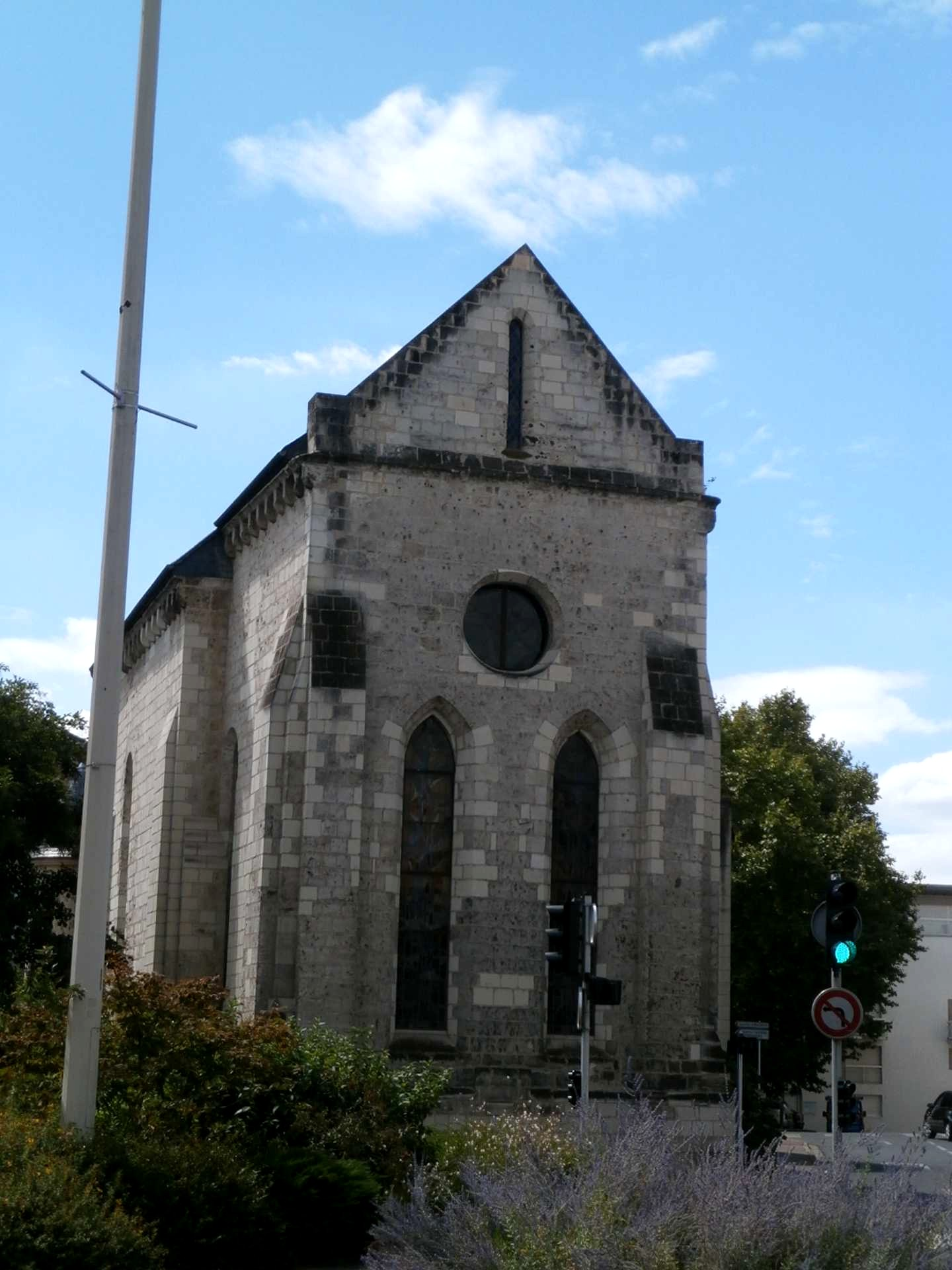
Façade est du prieuré.

Au XVe siècle, probablement vers 1454, des réfections, portant notamment sur la reprise de la charpente sont entreprises.
Au XVIe siècle, un corps d'habitation est adjoint à l'ouest de la chapelle d'origine. Ce bâtiment est souligné par deux tourelles cylindriques en encorbellement, à chacun de ses angles. Malgré les nombreuses reprises dont il a fait l'objet, une fenêtre qui date de la phase initiale de construction est toujours visible au milieu de sa façade ouest.
Ce corps de logis est relié à la même époque à un autre pavillon construit au nord de la chapelle et dont le style Renaissance se reconnaît aux pilastres qui encadrent les fenêtres.
Toutes les modifications dont ce bâtiment a fait l'objet, à quelque époque que ce soit, se caractérisent par une grande sobriété dans l'ornementation qui a facilité l'intégration des réfections dans le bâti existant et confère malgré tout à l'édifice actuel une impression d'unité.

## Le prieuré auXXIesiècle
Après plusieurs déménagements successifs imposés par la nécessite de mettre les documents à l'abri pendant la Seconde Guerre mondiale et par l'augmentation de leur volume, les archives de la ville de Tours sont scindées en deux parties, les archives contemporaines, d'une part, et les archives historiques (postérieures à 1945), d'autre part. Ces dernières sont entreposées dans la chapelle du prieuré Saint-Éloi, où elles sont consultables, depuis 1990.
La ville de Tours organise fréquemment, à l'occasion des Journées européennes du patrimoine, des visites où sont expliqués l'architecture de la chapelle et le fonctionnement du fonds des Archives municipales.

## Pour en savoir plus